# هنري دبليو. سترونج
هنري دبليو. سترونج (بالإنجليزية: Henry W. Strong)‏ هو قاضي ومحامي وسياسي أمريكي، ولد في 11 ديسمبر 1810 في أميرست في الولايات المتحدة، وتوفي في 28 فبراير 1848 في تروي في الولايات المتحدة. حزبياً، نشط في الحزب الديمقراطي. وقد انتخب عضو مجلس ولاية نيويورك.